# Garrulax cinereifrons
El charlatán cabecigrís (Garrulax cinereifrons) es una especie de ave paseriforme de la familia Leiothrichidae.

## Distribución geográfica
Es endémica de las selvas del sudoeste de Sri Lanka.

## Estado de conservación
Se encuentra amenazada por la pérdida de su hábitat natural.